# 북부 지방 (브라질)

북부 지방의 위치

북부 지방(브라질 포르투갈어: Região Norte do Brasil)은 브라질의 지방 가운데 하나로 브라질 북부 지방을 가리킨다. 면적은 3,853,327.2km2, 인구는 14,726,059명(2005년 기준)이며 브라질 전체 면적의 45.27%를 차지한다. 아크리주, 아마파주, 아마조나스주, 파라 주, 혼도니아주, 호라이마주, 토칸칭스주가 이 지방에 위치한다.